# لورا اسکنس
لورا اسکانس اسپینوزا (زاده ۱۳ آوریل ۱۹۹۶) یک مدل و تأثیرگذار اسپانیایی است که به خاطر رابطه اش با ریستو مجیده که ۲۲ سال از او بزرگتر بود شناخته شده است. او در سال ۲۰۱۸ اولین کتاب شعر خود را با نام Piel de Letra منتشر کرد.
لورا اسکانس در ۱۳ آوریل ۱۹۹۶ در بارسلونا به دنیا آمد، دختر کارلس اسکانس و آنا اسپینوزا است. او یک برادر کوچکتر به نام آلبرت دارد.